# Il piacere (film 1918)
Il piacere è un film del 1918 diretto da Amleto Palermi.
La trama riprende quella dell'omonimo romanzo dannunziano. Il film è considerato perduto.

## Trama
A Roma nella fine del 1886 Andrea Sperelli ed Elena Muti, sua amante, si incontrano per l'ultima volta al Palazzo Zuccari. Esattamente pochi mesi prima era nata la loro relazione d'amore. Elena Muti è una donna frequentante i nobili salotti decadenti assieme al marito, mentre Andrea Sperelli è un dandy scialacquatore, amante dell'arte e della poesia. Le sue origini affondano le radici in Abruzzo, presso Francavilla al Mare, dove la cugina ha anche una villa: la Villa di Schifanoja.
Durante una festa tra ricchi a Roma, Andrea incontra per la prima volta Elena e se ne innamora perdutamente, anche se sa che è sposata. Non importa per lui, così inizia a corteggiarla con poesie e dei balli. Elena lascia fare il suo corteggiatore, finché ad un certo punto si sente male. Andrea corre a visitarla nel suo palazzo qualche giorno dopo ed Elena, seppur malata ancora, decide di baciare Andrea e di tentare un rapporto sessuale, non riuscendoci per la vergogna. Pochi giorni dopo ad una corsa di cavalli, Andrea organizza una gara con il marito di Elena e vince. Tuttavia il marito sospetta qualcosa tra Andrea e sua moglie e così lo provoca sfidandolo a duello. Andrea perde e viene ricoverato da sua cugina a Schifanoja.
Lì Andrea trova conforto nella poesia e continua in cuor suo ad amare Elena Muti, finché l'arrivo di Maria Ferres non lo distoglie dai suoi pensieri. Ora è lei ad occupare il ruolo di Elena nel cuore di Andrea, così i due si amano follemente, anche perché Andrea, dopo la convalescenza, viene respinto più volte da Elena.